# Sidi Bel Abbès (Schiff, 1949)
Die Sidi Bel Abbès war ein 1949 in Dienst gestelltes Passagierschiff der französischen Reederei Compagnie Générale Transmédeterranéenne. Sie stand bis 1963 im Liniendienst von Frankreich nach Französisch-Nordafrika und fuhr anschließend bis 1980 als Apollonia zwischen Venedig, Piräus und Haifa. 1988 ging das Schiff nach acht Jahren Liegezeit zum Abbruch ins indische Alang.

## Geschichte
Die Sidi Bel Abbès entstand unter der Baunummer 1852 in der Werft von Swan Hunter in Newcastle upon Tyne und lief am 22. April 1948 vom Stapel. Nach der Ablieferung an die Compagnie Générale Transmédeterranéenne (einem Vorgänger der späteren Société nationale maritime Corse Méditerranée) im Februar 1949 nahm das Schiff den Liniendienst zwischen Frankreich, Marokko, Tunesien und Algerien auf. Ursprünglich war der Name President de Cazalet vorgesehen.
Nach vierzehn Jahren im Dienst wurde die Sidi Bel Abbès 1963 an die Hellenic Mediterranean Lines verkauft und in Apollonia umbenannt. Nach Umbauarbeiten (darunter zum Transport von bis zu 50 PKW) nahm das Schiff 1964 den Dienst zwischen Venedig, Piräus und Haifa auf. Dort verblieb es weitere sechzehn Jahre im Einsatz. Seit dem 2. Juli 1980 war die Apollonia in Chalkida aufgelegt, ehe sie 1988 zum Abbruch ging. Am 9. Juli 1988 traf das fast vierzig Jahre alte Schiff unter dem Überführungsnamen Precious bei der Abwrackwerft von Arya Steel in Alang ein.